# Nepytia umbrosata
Nepytia umbrosata är en fjärilsart som beskrevs av George Duryea Hulst 1896. Nepytia umbrosata ingår i släktet Nepytia och familjen mätare. Inga underarter finns listade i Catalogue of Life.